# Lygocoris carpini
Lygocoris carpini är en insektsart som först beskrevs av Knight 1939.  Lygocoris carpini ingår i släktet Lygocoris och familjen ängsskinnbaggar. Inga underarter finns listade i Catalogue of Life.